# 남양주군·양평군
남양주군·양평군은 대한민국의 옛 국회의원 선거구이다. 당시 경기도 남양주군과 양평군 지역을 관할했다.

## 역사
1980년 4월, 양주군 구리읍·미금읍·진접면·진건면·수동면·화도면·와부면·별내면 일부(청학리·용암리·덕송리·광전리·퇴계원리·화접리)가 남양주군으로 독립했다. 제11대 국회의원 선거를 앞두고 남양주군 지역과 양평군 지역이 하나의 선거구를 이루게 됨에 따라 신설되었다.
1986년 1월, 남양주군 구리읍이 구리시로 승격되었다. 또한 제13대 국회의원 선거를 앞두고 소선거구제가 실시됨에 따라 구리시와 남양주군은 각각 구리시 선거구와 남양주군 선거구를 이루게 되었으며 양평군은 가평군과 함께 가평군·양평군 선거구를 이루게 됨에 따라 폐지되었다.

## 역대 국회의원
| 선거   | 정당 | 정당       | 1위 의원 | 정당 | 정당       | 2위 의원 |
| ------ | ---- | ---------- | -------- | ---- | ---------- | -------- |
| 1981년 |      | 민주정의당 | 김영선   |      | 한국국민당 | 조병봉   |
| 1985년 |      | 민주정의당 | 김영선   |      | 한국국민당 | 조병봉   |

## 역대 선거 결과

### 대한민국 제11대 국회의원 선거
|  | 57.44% |

|  | 15.68% |

|  | 8.86% |

|  | 8.16% |

|  | 7.38% |

|  | 2.44% |

### 대한민국 제12대 국회의원 선거
|  | 48.71% |

|  | 20.33% |

|  | 16.12% |

|  | 14.82% |